# Zespół Szkół „Silesia”
Zespół Szkół „Silesia” w Czechowicach-Dziedzicach – placówka oświatowa, kształcąca na poziomie ponadgimnazjalnym i ponadpodstawowym, prowadzona przez Starostwo Powiatowe w Bielsku-Białej. Zespół Szkół „Silesia” został zlikwidowany 31 sierpnia 2021 roku.

## Historia
Zespół Szkół „Silesia” jest kontynuacją Zasadniczej Szkoły Górniczej, która powstała w 1968 roku z inicjatywy Dyrekcji Jaworznicko - Mikołowskiego Zjednoczenia Przemysłu Węglowego oraz Dyrekcji Kopalni Węgla Kamiennego „Silesia” w Czechowicach-Dziedzicach.
Szkołę zlokalizowano w starym domu górnika po uprzednim przystosowaniu go do potrzeb szkolnych. W roku szkolnym 1968/1969 otwarta została jedna klasa cyklu trzyletniego, kształcąca wykwalifikowaną kadrę dla modernizującej się kopalni.
Początkowo zespół nauczycielski tworzyli tylko nauczyciele dochodzący. W kolejnym roku otwarto dwie klasy, a w następnym cztery, co spowodowało zatrudnienie pięciu nauczycieli etatowych.
W roku szk. 1974/1975 utworzono pięć klas pierwszych, a szkoła otrzymała od Kopalni Węgla Kamiennego „Silesia” sztandar. Powstały też warunki dla utworzenia wieczorowego technikum górniczego
Ze względu na dojeżdżających uczniów, szkoła prowadziła internat. Początkowo mieścił się on na trzecim piętrze budynku szkoły, a następnie zajął też drugie piętro. Akcja naborowa do szkoły prowadzona była głównie w rejonie Beskidu Żywieckiego i Śląskiego, a także na terenie wschodniej Polski. Ze względu na liczbę uczniów pochodzący z różnych rejonów kraju, w 1976 r. otwarto nowy internat dla 200 uczniów. 1 września 1986 otwarto nowy budynek szkoły, który połączony był z wcześniej wybudowaną halą sportową.
27 maja 1993 r. dyrektor szkoły wystąpił do Kuratorium Oświaty w Katowicach o zmianę nazwy szkoły. 23 sierpnia 1993 r. Kuratorium Oświaty w Katowicach wydało Akt Założycielski Zespołu Szkół Zawodowych Nr 1 w Czechowicach – Dziedzicach. W skład nowej szkoły weszły: Zasadnicza Szkoła Zawodowa Nr 3, Zasadnicza Szkoła Górnicza, Technikum Górnicze, Technikum Mechaniczno – Elektryczne i Technikum Mechaniczno – Elektryczne Dla Dorosłych.
W czerwcu 1995 roku Zasadniczą Szkołę Górniczą ukończyli ostatni jej uczniowie. Odtąd szkoła zmieniła kierunek kształcenia na specjalność elektromechanika ogólna oraz eksploatacja maszyn i urządzeń mechanicznych. Zmiana profilu szkoły ze szkoły zawodowej na technikum wiązało się z poszerzeniem i unowocześnieniem bazy szkolnej dostosowanej do potrzeb szkoły średniej.
1 września 1999 r. szkoła zmieniła nazwę na Zespół Szkół „Silesia”. W tym samym roku otwarte zostały dwie klasy Liceum Ogólnokształcącego. Dwa lata później została otwarta Szkoła Policealna o profilu technik informatyk.
Od tej pory kierunki nauczane w szkole były wielokrotnie zmieniane, w zależności od zmieniającej się sytuacji na rynku pracy. Obecnie szkoła kształci w zawodach technik elektryk, technik budownictwa, technik-informatyk, technik informatyk służb mundurowych, fototechnik i technik organizacji reklamy.
1 września 2016 roku szkoła została przeniesiona do budynku Zespołu Szkół Technicznych i Licealnych im. Stanisława Staszica, i działała tam do 31 sierpnia 2021 roku.

## Zespół Szkół „Silesia” a sport
Od początku swojego istnienia, szkoła współpracowała z Klubem Sportowym Górnik Czechowice. Uczniowie szkoły trenowali kajakarstwo i osiągali w tej dziedzinie bardzo dobre wyniki. Spośród absolwentów szkoły wywodzą się Mistrzowie Świata i Europy: najbardziej znanymi są Grzegorz Kotowicz (maturzysta z 1993 roku, brązowy medalista Igrzysk Olimpijskich w Barcelonie w 1992 r. i IV miejsce w Igrzyskach Olimpijskich w Atlancie w 1996 r., w 1994 r. srebrny medalista w Mistrzostwach Świata), Marek Witkowski (maturzysta z 1995 roku, srebrny medalista w Mistrzostwach Świata w 1994 r. brązowy medal w 1995 r., IV miejsce na Igrzyskach Olimpijskich w Atlancie w 1996 r.), Monika Pająk i Diana Jarczok (absolwentki 2003 roku) złote medalistki w maratonie kajakarskim juniorek na Mistrzostwach Świata w 2001 r. W wyniku starań dyrektora szkoły decyzją Kuratora Oświaty w Katowicach w dniu 16.02.1998 r. powołana została Szkoła Mistrzostwa Sportowego przy Zespole Szkół „Silesia”, zlikwidowana 1 września 2016 roku.

## Big Band
Najważniejszą formą zajęć pozalekcyjnych była w szkole działalność orkiestry dętej. W latach 1974–1992 kierował nią pan Alojzy Krawczyk, wieloletni dyrygent Zakładowej Orkiestry Dętej KWK Silesia. Pod jego batutą orkiestra odniosła wiele znaczących sukcesów. Tradycja ta jest kontynuowana również po okresie zmian w działalności szkoły. W latach 1994–2005 orkiestrę prowadził pan Leszek Urbańczyk, który wprowadził w niej wiele zmian – zaczęła ona funkcjonować jako szkolny Big Band, dzięki czemu jej repertuar jest bardziej dostosowany do gustów współczesnych słuchaczy. Orkiestra cieszy się dużym powodzeniem nie tylko wśród lokalnej społeczności (daje koncerty na imprezach miejskich, powiatowych, zakładowych, dla szkół), ale także w województwie, w kraju i za granicą, gdzie daje koncerty na uroczystościach miejskich, sportowych, charytatywnych. Obecnie orkiestrę prowadzi Jarosław Grzybowski.

## Projekty europejskie
Od 2004 roku w szkole rozpoczęto realizację międzynarodowych projektów edukacyjnych realizowanych przy wsparciu funduszy unijnych. Do tej pory zrealizowano już 14 projektów Socrates, Comenius, Leonardo da Vinci i Erasmus+, oraz wiele indywidualnych szkoleń zagranicznych nauczycieli, a łączna kwota pozyskana na realizację projektów z funduszy unijnych wyniosła ponad 600 tysięcy Euro.

## Kierunki kształcenia
- technik budownictwa
- technik elektryk
- fototechnik
- technik górnictwa podziemnego
- technik informatyk
- technik informatyk służb mundurowych
- technik organizacji reklamy
- technik fotografii i multimediów

## Absolwenci
- Grzegorz Kotowicz
- Tomasz Kalita
- Katarzyna Kłys
- Roman Rynkiewicz
- Marek Witkowski
- Marcin Grzybowski
- Andrzej Jezierski